# Boss SD-1
Boss SD-1 — це педаль овердрайву для гітари, яка виробляється корпорацією Roland під торговою маркою Boss з 1981 року.

## Історія
1981-й рік на заміну Boss OD-1 почався випуск педалі. Ця педаль отримала в додатковий регулятор тону, якого не було на OD-1.
З 1989-го року виробництво педалей було перенесену у Тайвань.
У 2001-му році у магазині Ishibashi Musical Instruments було зроблено дуже обмежену серію педалей з малюнком "bulleye" як на гітарах Закка Вайлда. Педаль були обмежена тиражем у 20 одиниць.
У 2015-му році Boss створили Waza Craft версію педалі що пропонує гітаристам класичний звук SD-1 покращений завдяки використанню найкращих компонентів. А також додатково перемикач «standart/custom», що змінює тон звучання. Перші партії вироблялись у Тайвані, та біли проінспектовані в Японії, але згодом виробництво було повністю перенесено у Японію.

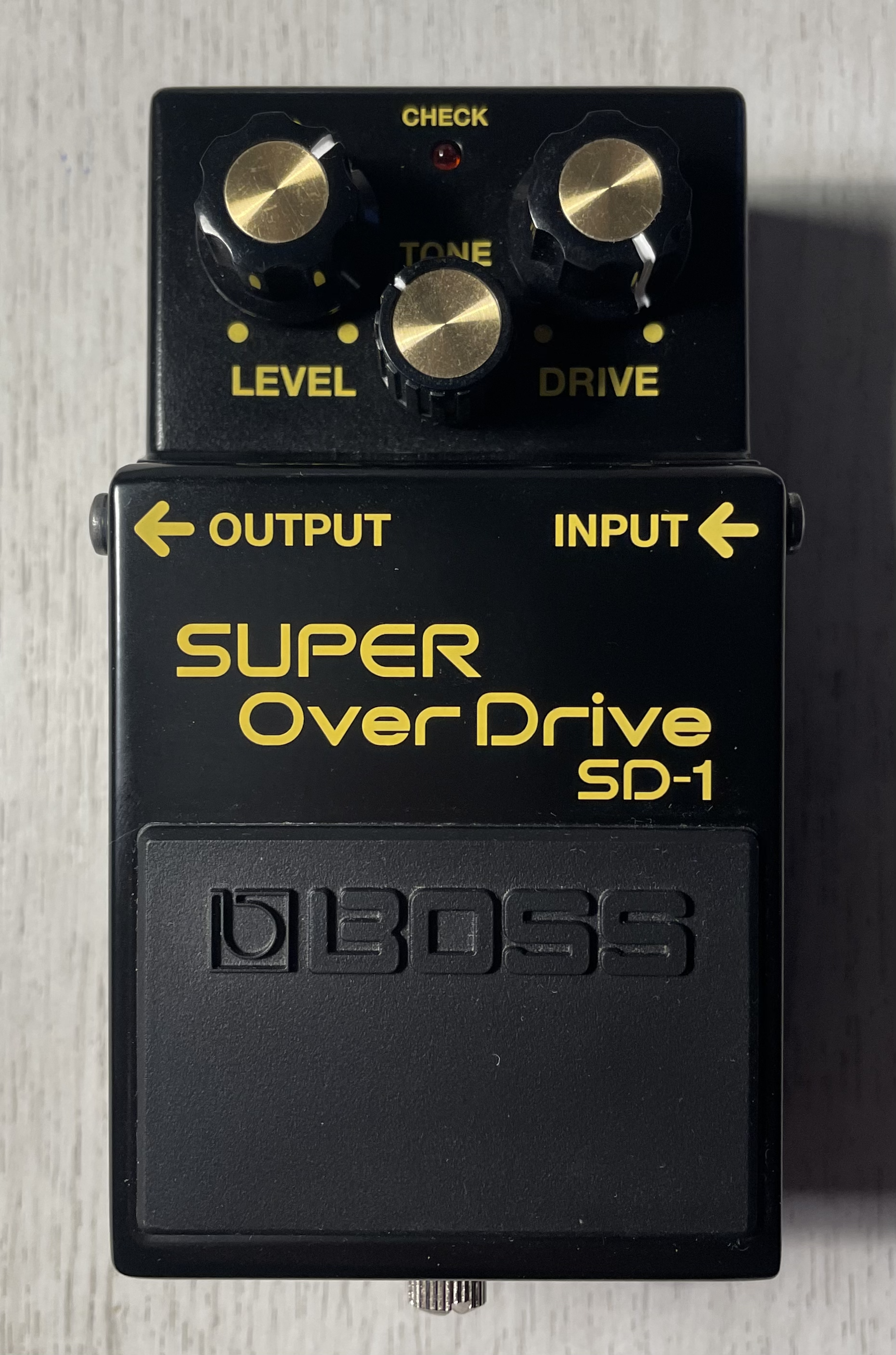
Лімітована чорна версія Boss SD-1-4A

У 2021-му році на честь 40-річчя випуску педалі Boss випустили чорну версію педалі SD-1-4A.
У 2023-му році була випущена в кольорі жовтий металік SD-1-B50A версія педалі тиражем у 7000 екземплярів, в серії Boss 50th Anniversary. Ця серія була зроблена на честь 50 річчя компанії Boss.

## Конструкція
Ця педаль являє собою аналоговий тип ефекту. З початку виробництва плати випускались за технологією наскрізного монтажу.
У педалі реалізовано буфер, який підсилює гітарний сигнал.
У 2016-му році педалі які почали вироблятись у Малайзії почали вироблятись за технологією поверхневого монтажу SMT.

## Версії
| Код моделі | Деталі                                                         | Країна                    | Рік         | Тираж                  |
| ---------- | -------------------------------------------------------------- | ------------------------- | ----------- | ---------------------- |
| SD-1       | Звичайна версія.                                               | Японія, Тайвань, Малайзія | 1981 -      | Необмежений            |
| SD-1 ZW    | Версія з малюнком Закк Вайлд "буллай".                         | Тайвань                   | 2001 - 2001 | 20                     |
| SD-1-4A    | Лімітована версія чорного кольору, до 40 річчя випуску педалі. | Малайзія                  | 2021 - 2021 | Обмежений але невідомо |
| SD-1W      | Waza Craft версія.                                             | Японія                    | 2015 -      | Необмежений            |
| SD-1-B50A  | Лімітована педаль кольору металік.                             | Малайзія                  | 2023 - 2023 | 7000                   |

## Відомі гітаристи
Багато відомих гітаристів використовують цю педаль, а саме:
- Едді Ван Гален
- Стів Вай
- Джон 5
- Річі Самбора
- Кірк Хаммет